# Henri Dutilleux
Henri Dutilleux (født 22. januar 1916, død 22. maj 2013) var en fransk komponist.
Hans ungdomsværker er skrevet under indflydelse af Debussy, Ravel og Roussel, men dog med stor originalitet.
Han har skrevet to symfonier, der har vundet anerkendelse for sin mesterlige komponering. Komponeringen betegnes som original, men dog uden at stilen opfattes som banebrydende.

## Biografi
Som ung studerede Dutilleux harmonilære, kontrapunkt og klaver hos Victor Gallois ved Douai Konservatoriet før han rejste til Paris. Der (i 1933 til 1938) fulgte han undervisningen ved Jean og Noël Gallon (i harmonilære og kontrapunkt), hos Henri-Paul Busser (komposition) og hos Maurice Emmanuel (musikhistorie) ved Paris Conservatoire.
Dutilleux vandt Prix de Rome i 1938 for sin Cantata L'Anneau du Roi. Han arbejdede et år som sygepasser i hæren og kom derefter tilbage til Paris i 1940, hvor han arbejdede som pianist, arrangør og musiklærer. I 1942 dirigerede han Paris Operaens kor.
Dutilleux arbejdede som direktør for musikproduktion hos den Franske Radio fra 1945 til 1963. Han arbejdede som professor i komposition ved École Normale de Musique de Paris fra 1961 til 1970. Han blev ansat ved Paris Conservatoire i 1970. Hans studerende inkluderer franske komponister som Gérard Grisey og Francis Bayer samt den canadiske komponist Jacques Hétu.

## Værker
Henri Dutilleux har en del forskellige værker bag sig:

### Orkestrale
- Danse Fantastique for orkester (1942) (*)
- Symfoni No. 1 (1951)
- Symfoni No. 2 Le Double (1959)
- Métaboles (1964)
- Timbres, Espace, Mouvement ou la Nuit Etoilée (1978)
- Mystère de l'Instant (1989)

### Koncerter
- Cello Concerto Tout un Monde Lointain (1970)
- Violin Concerto L'Arbre des Songes (1985)
- Nocturne for Violin og Orkester Sur le Même Accord (2002)

### Kammer/Instrumental
- Sarabande et Cortège for fagot og piano (1942) (*)
- Sonatine for Fløjte (1943) (*)
- Au Gré des Ondes for piano (1946) (*)
- Obo Sonate (1947) (*)
- Piano Sonate (1948)
- Choral, Cadence et Fugato for trombone og piano (1950)
- Tous les Chemins for piano (1961)
- Bergerie for piano (1963)
- Résonances for piano (1965)
- Figures de Résonances for piano (1970)
- 3 Préludes for piano (1973-1988)
- Strygekvartet Ainsi la Nuit (1976)
- Trois Strophes sur le Nom de Sacher for solo cello (1976-1982)
- Les Citations for obo, harpsichord, kontrabas og percussion (1991)

### Kor
- The Shadows of Time, for 3 børnestemmer og orkester (1997)

### Vokal
- Cantata L'Anneau du Roi (1938) (*)
- Quatre Mélodies for stemme og piano (1943) (*)
- La Geôle for stemme og orkester (1944) (*)
- Deux Sonnets de Jean Cassou, for bariton og piano (1954)
- San Francisco Night, for stemme og piano (1963)
- Correspondances, for sopran og orkester (2003)
- Le Temps l'Horloge, for sopran og orkester (2007-2009)

### Ballet
- Le Loup (1953)